# ژان لوئیز کالمان
ژون لوییز کالمان (فرانسوی: Jeanne-Louise Calment‎، تلفظ فرانسوی: [ʒan lwiz kalmɑ̃]، زاده ۲۱ فوریه ۱۸۷۵ – درگذشته ۴ اوت ۱۹۹۷) دارای طولانی‌ترین عمر تأیید شده یک انسان در طول تاریخ بود.
کالمان ۱۰ سال پس از ترور آبراهام لینکلن و ۱۴ سال پیش از آنکه مهندس گوستاو ایفل برجش را بسازد به دنیا آمد. او در ۱۲ یا ۱۳ سالگی ونسان ونگوگ را ملاقات کرده بود و تمام عمرش را که ۱۲۲ سال و ۱۶۴ روز بود در فرانسه گذراند.
وی هر دو جنگ جهانی را که فرانسه در هر دوی آنها حضور داشت، دید.

## وضعیت سلامتی
کالمان در ۸۵ سالگی (۱۹۶۰) به شمشیربازی پرداخت و تا صدسالگی دوچرخه سواری می‌کرد. او از ۱۸۹۶ (۲۱ سالگی) تا ۱۹۹۲ (۱۱۷ سالگی) سیگار می‌کشید؛ ولی هیچ‌گاه تعداد سیگارها به بیش از دو عدد در روز نمی‌رسید. او علاقهٔ شدیدی به شکلات داشت به شکلی که بعضی اوقات در یک هفته تقریباً ۱ کیلوگرم شکلات می‌خورد و شراب و روغن زیتون نیز در رژیم غذاییش جای داشت که روغن زیتون را بر پوست خود نیز می‌مالید. کالمان همواره فردی آرام بود. او تا پیش از ۱۱۰ سالگی با تکیه بر خود زندگی می‌کرد پس از آن به دلیل یک حادثه آتش‌سوزی در هنگام آشپزی که به دلیل ضعف بینایی روی داده بود، به آسایشگاه منتقل شد.

## درگذشت
وی سرانجام در ۴ اوت ۱۹۹۷ پس از ۱۲۲ سال و ۱۶۴ روز زندگی، درگذشت.

## نگارخانه

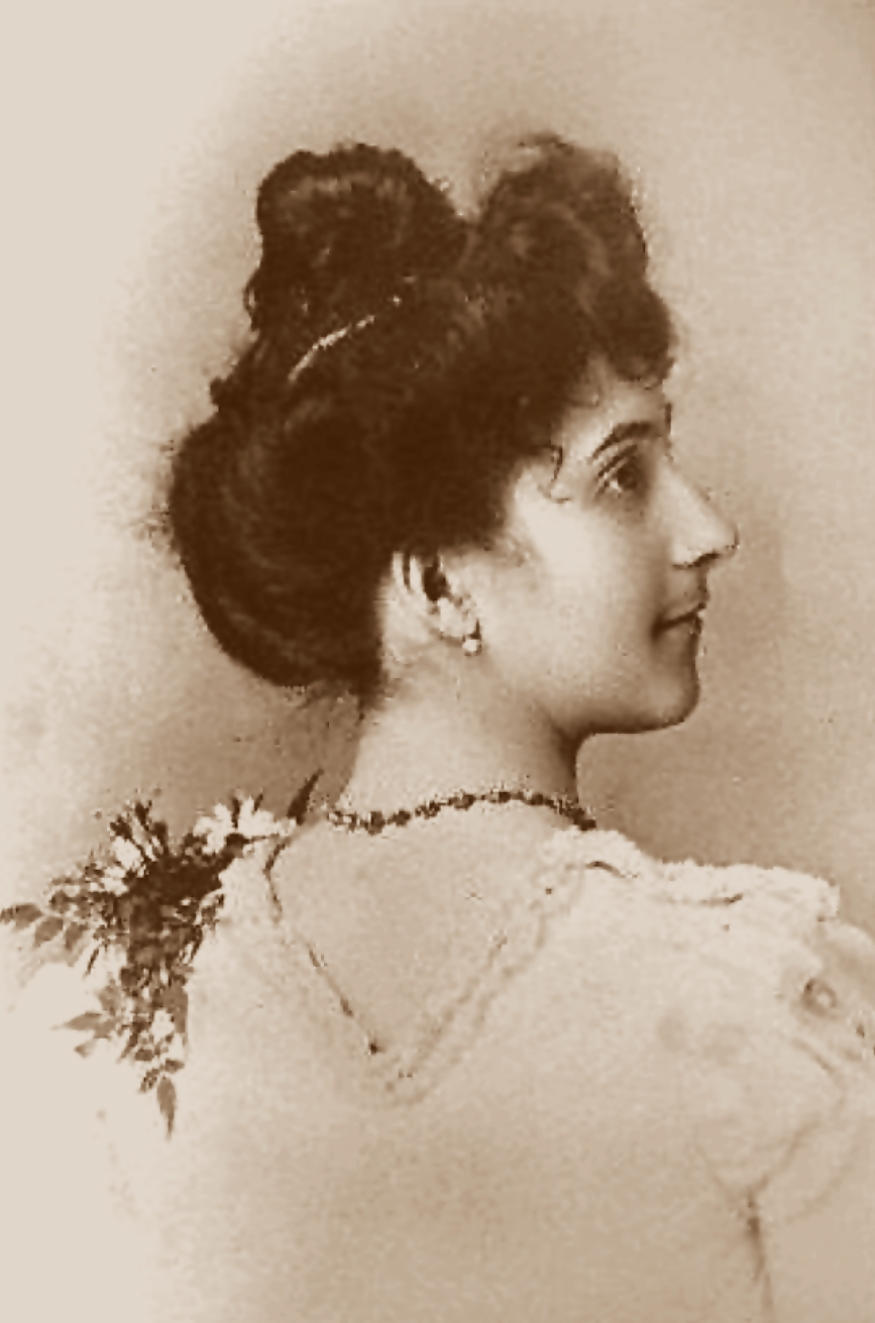
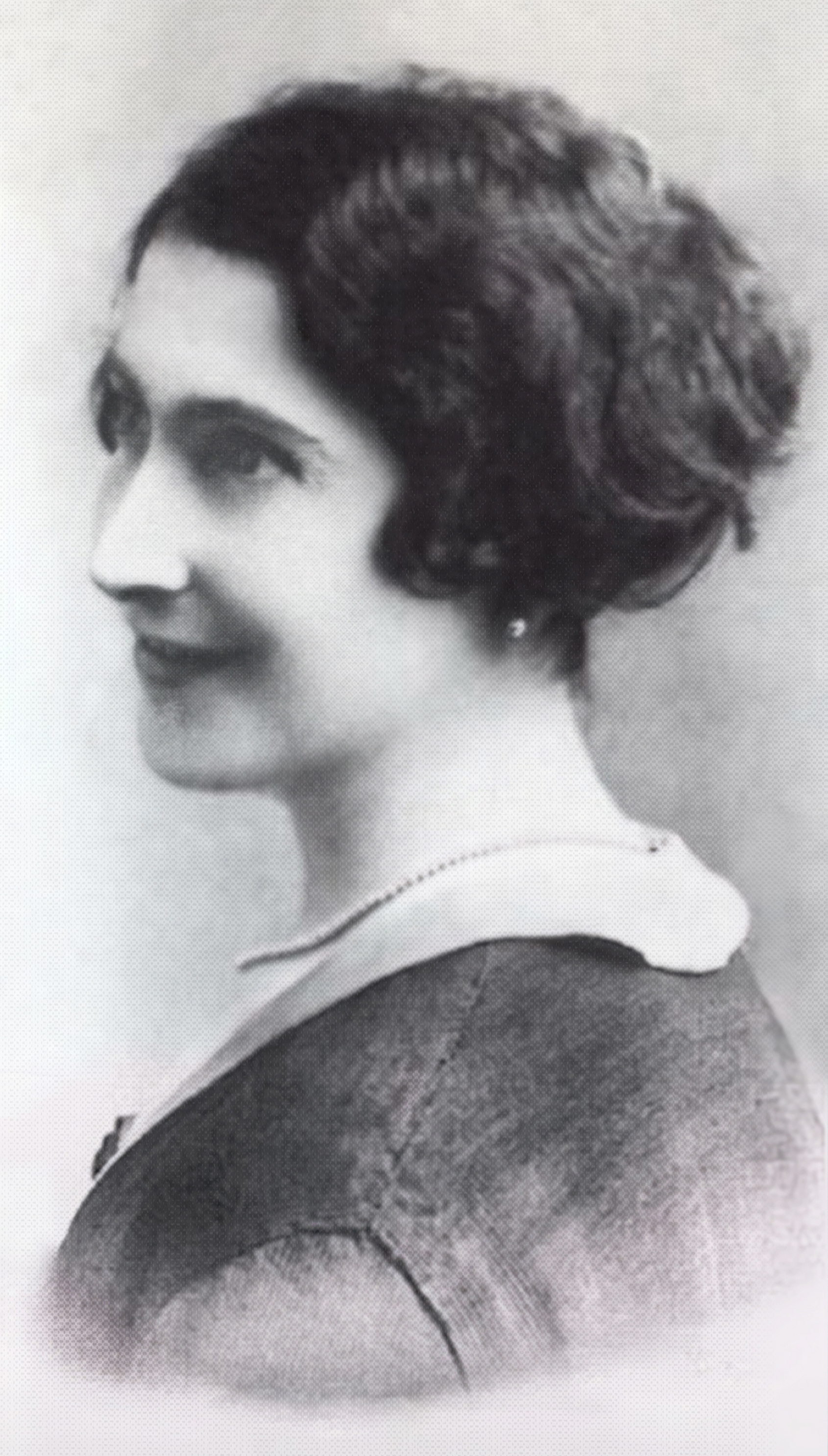

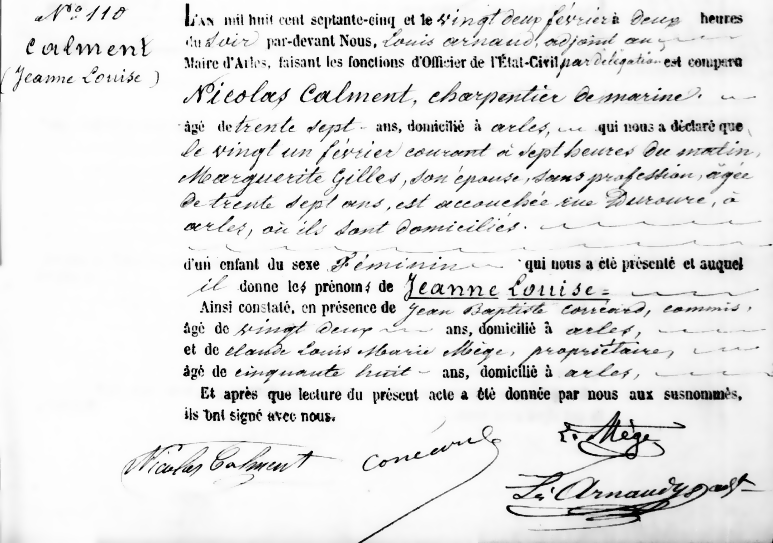